# Campo Gallo
Campo Gallo (ex Hipólito Yrigoyen) es una ciudad, cabecera del departamento Alberdi, en la provincia de Santiago del Estero, Argentina.
Se encuentra en el noreste de la provincia de Santiago del Estero, en plena región del Chaco Austral y a 242 km de la ciudad capital provincial, a la cual se llega por la ruta provincial 5. Campo Gallo es una encrucijada de rutas. la ya citada provincial 5 se encuentra aquí con las también provinciales 17 y 177.

## Historia

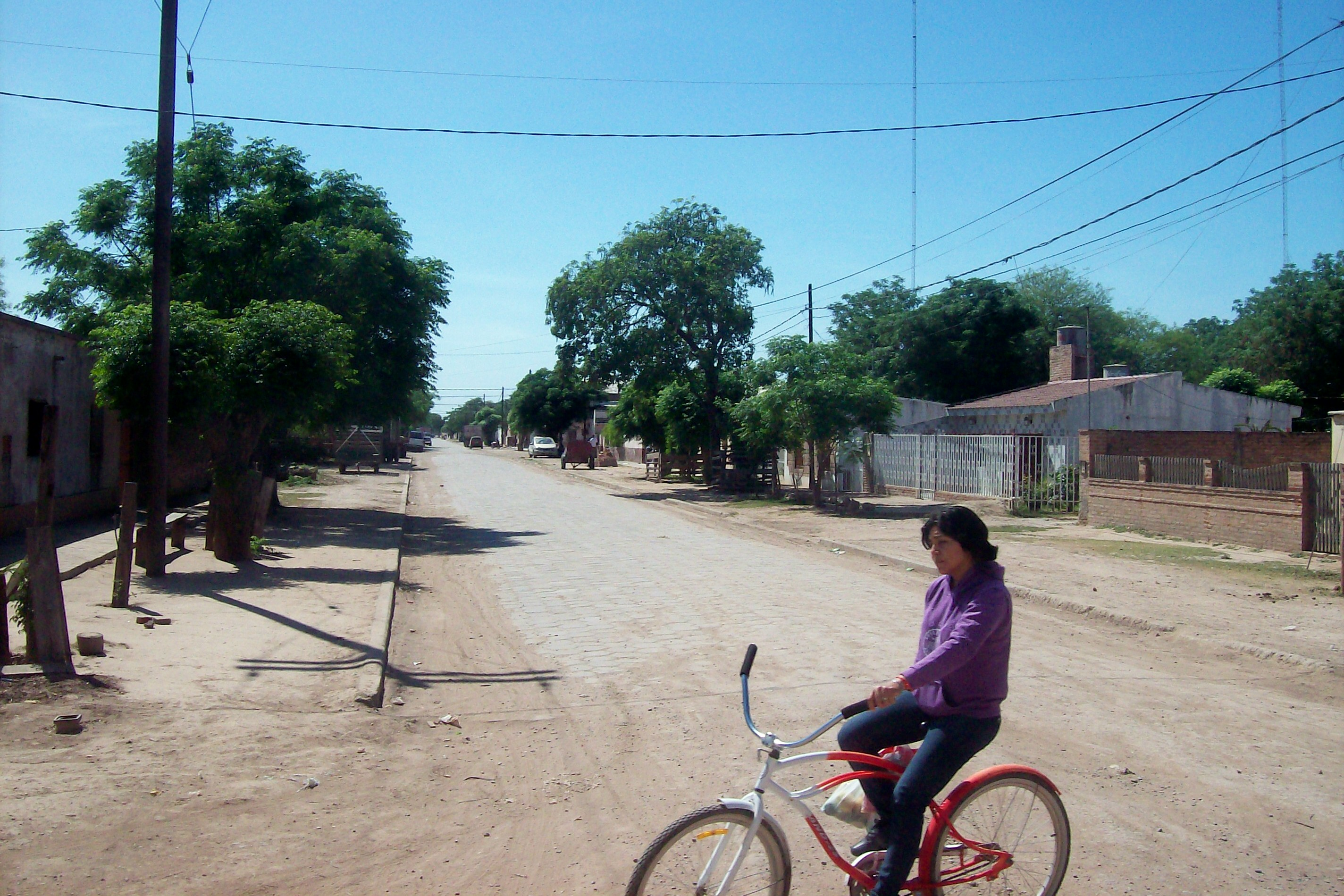

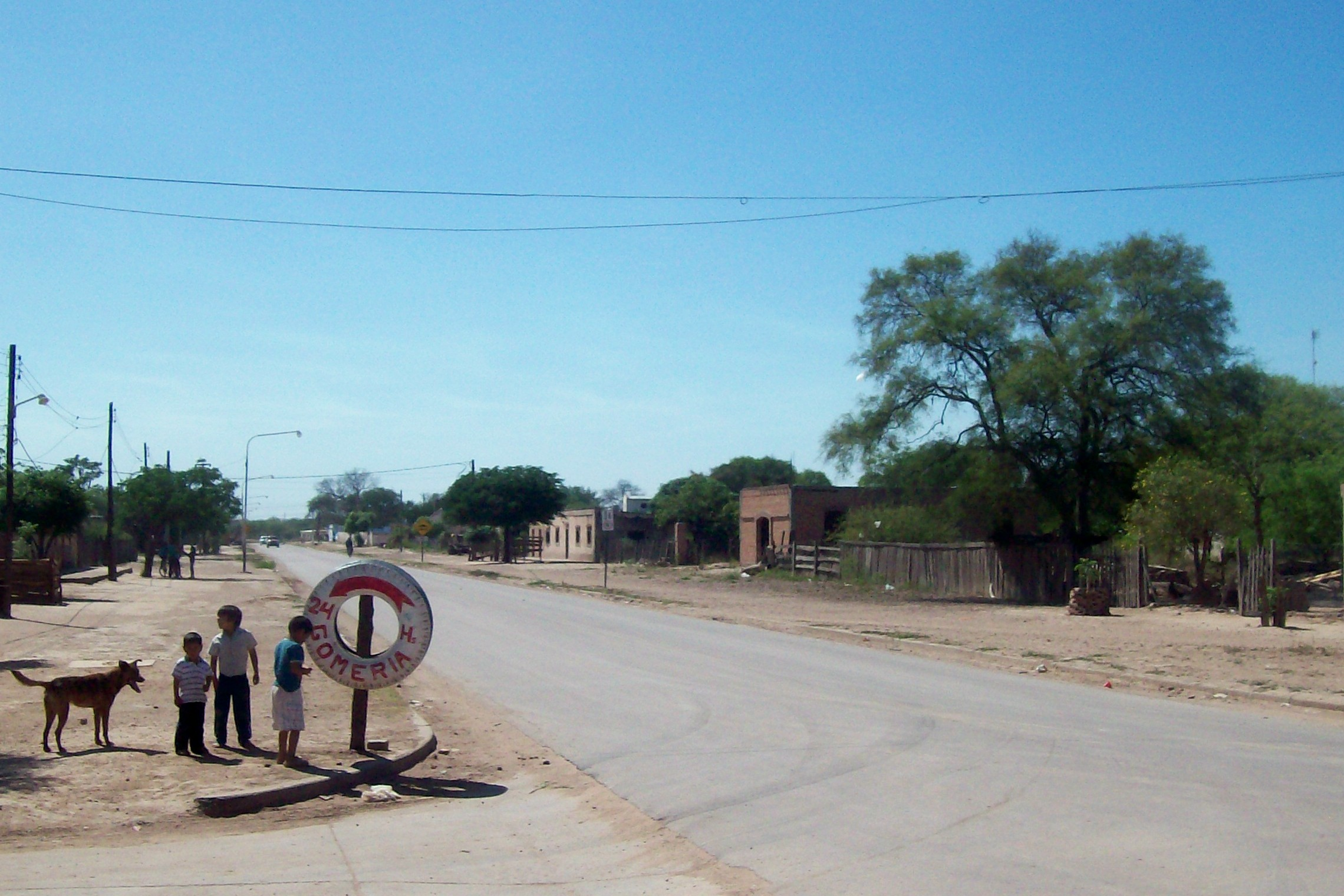

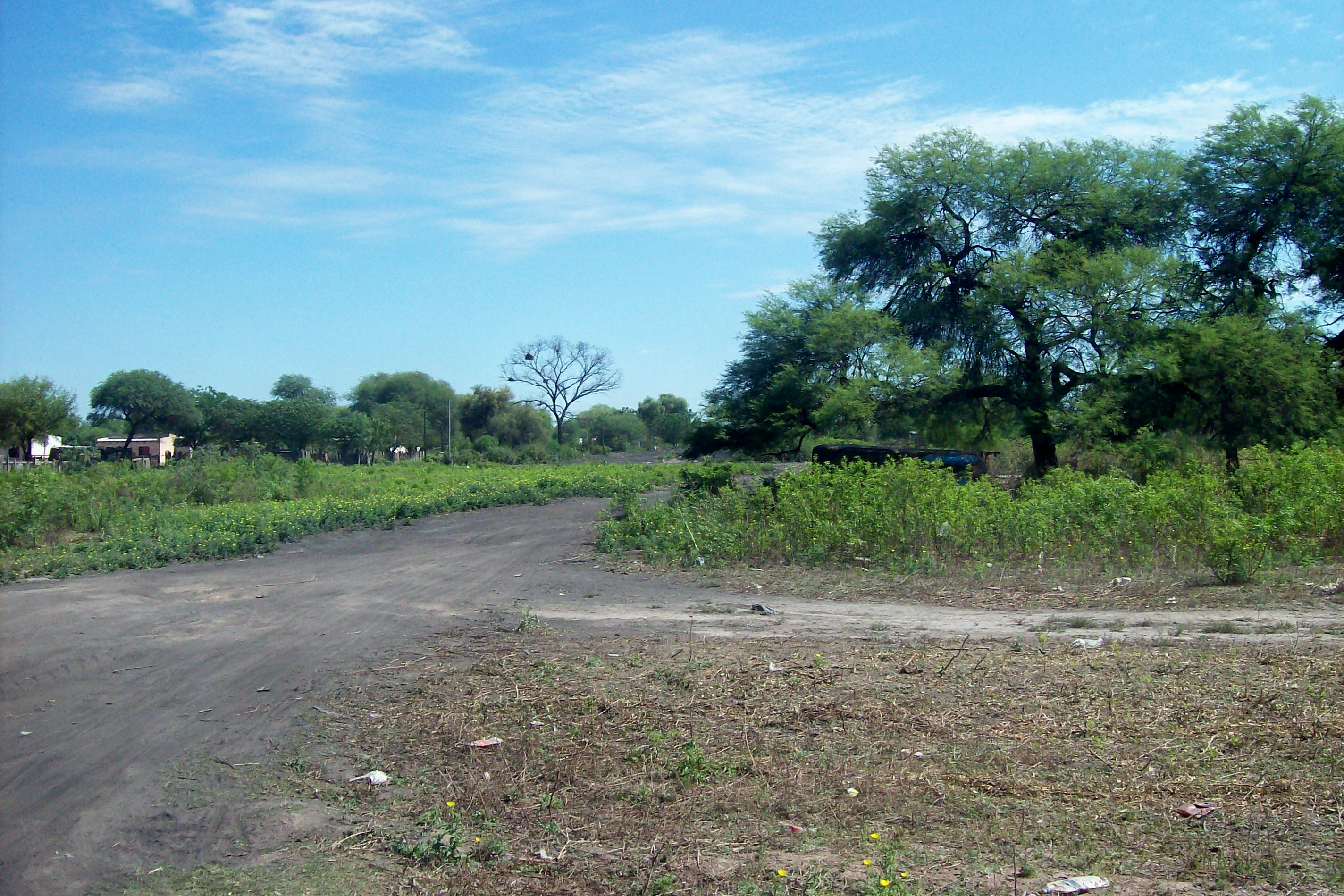

Uno de los primeros pobladores de esta zona fue Juan Camilo Gallo, un comerciante que se instaló con su familia en las tierras de la actual localidad. Al poco tiempo llegaron otros pobladores y con Juan Gallo se dedicaron a la difícil tarea de ganarle espacio al monte para instalarse y comenzar su vida allí. 
Los campos que pertenecieron a Juan Gallo son las tierras de la actual ciudad. Antes de ser llamada Campo Gallo, la población se llamó Hipólito Yrigoyen. Antes de 1902, esta zona pertenecía al territorio nacional del Chaco. Luego, con la nueva delimitación de la provincia de Santiago del Estero, Campo Gallo pasó a formar parte de esta.
La construcción del ferrocarril, que conectaba la ciudad con Añatuya, se construyó entre 1903 y 1912.
Es una región seca, por lo general de pocas lluvias anuales. Por ello, desde finales del siglo XIX, los pobladores se vienen dedicando a la explotación del quebracho colorado. El tren carguero, que dejó de pasar en 1993, fue el único medio usado para carga y traslado de la madera.
El casco urbano está compuesto por las calles principales San Martín y Belgrano. La capilla  de Nuestra Señora del Carmen, patrona de la ciudad, se localiza en la zona céntrica.
Allí se encuentra también el Hospital Zonal. Además, en la localidad hay un colegio técnico, dos secundarios, tres primarios y dos jardines de infantes.
Entre las instituciones de fútbol se destacan Club Atlético Campo Gallo y Club Deportivo Comercio. En la ciudad se hallan esparcidas diversas construcciones antiguas como una casona del siglo XIX que depende de la parroquia local. Asimismo, y a 10 km de la localidad, quedó el recuerdo de una búsqueda petrolera que hizo YPF en la década del 60.

## Población
Cuenta con 6,222 habitantes (Indec, 2010) lo que representa un incremento del 14% frente a los 5,455 habitantes (Indec, 2001) del censo del 2001. Esta población la sitúa como el 14° aglomerado urbano de su provincia.
| Gráfica de evolución demográfica de Beltrán entre 1960 y 2010 |
|                                                               |
| Fuentes: INDEC                                                |

## Parroquias de la Iglesia católica en Campo Gallo
| Diócesis  | Añatuya                   |
| --------- | ------------------------- |
| Parroquia | Nuestra Señora del Carmen |